# Gynoplistia chadwicki
Gynoplistia chadwicki är en tvåvingeart. Gynoplistia chadwicki ingår i släktet Gynoplistia och familjen småharkrankar.

## Underarter
Arten delas in i följande underarter:
- G. c. chadwicki
- G. c. tasmanica